# Discografia dei Good Charlotte
Questa pagina contiene la discografia dei Good Charlotte, dagli esordi sino ai tempi odierni.

## Album in studio
| Anno              | Album                            | Posizione in classifica | Posizione in classifica | Posizione in classifica | Posizione in classifica | Posizione in classifica | Posizione in classifica | Posizione in classifica | Posizione in classifica | Posizione in classifica |
| Anno              | Album                            | US                      | CAN                     | AUS                     | UK                      | NZ                      | SVE                     | AUT                     | GER                     | SVI                     |
| ----------------- | -------------------------------- | ----------------------- | ----------------------- | ----------------------- | ----------------------- | ----------------------- | ----------------------- | ----------------------- | ----------------------- | ----------------------- |
| 6 ottobre 2000    | Good Charlotte                   | 185                     | —                       | —                       | —                       | 12                      | —                       | —                       | —                       | —                       |
| 1º ottobre 2002   | The Young and the Hopeless       | 7                       | —                       | 9                       | 15                      | 6                       | 7                       | 20                      | 37                      | 46                      |
| 5 ottobre 2004    | The Chronicles of Life and Death | 3                       | 2                       | 1                       | 8                       | 11                      | 13                      | 11                      | 18                      | 20                      |
| 19 marzo 2007     | Good Morning Revival             | 7                       | 2                       | 5                       | 13                      | 2                       | 23                      | 10                      | 10                      | 7                       |
| 2 novembre 2010   | Cardiology                       | 31                      | 44                      | 3                       | 63                      | 18                      | —                       | 29                      | 46                      | 24                      |
| 15 luglio 2016    | Youth Authority                  | —                       | —                       | —                       | —                       | —                       | —                       | —                       | —                       | —                       |
| 14 settembre 2018 | Generation Rx                    | —                       | —                       | —                       | —                       | —                       | —                       | —                       | —                       | —                       |
| 8 agosto 2025     | Motel Du Cap                     | —                       | —                       | —                       | —                       | —                       | —                       | —                       | —                       | —                       |

## Album dal vivo
- 2004 – Bootlegs

## Raccolte
- 2007 – Good Charlotte Box
- 2008 – Greatest Remixes
- 2010 – Greatest Hits

## EP
- 1996 – Demo
- 1997 – Good Charlotte
- 1999 – Another EP
- 2000 – GC EP
- 2017 – A GC Christmas, Pt. 1

## Singoli
| Anno | Singolo                                       | Posizione in classifica | Posizione in classifica | Posizione in classifica | Posizione in classifica | Posizione in classifica  | Posizione in classifica | Posizione in classifica | Posizione in classifica | Posizione in classifica   | Posizione in classifica | Album                            |
| Anno | Singolo                                       | U.S. Hot 100            | U.S. Pop 100            | U.S. Mod. Rock          | Official Singles Chart  | Australian Singles Chart | Austria Singles Chart   | Italian Singles Chart   | Germany Singles Chart   | Netherlands Singles Chart | New Zealand Singles     | Album                            |
| ---- | --------------------------------------------- | ----------------------- | ----------------------- | ----------------------- | ----------------------- | ------------------------ | ----------------------- | ----------------------- | ----------------------- | ------------------------- | ----------------------- | -------------------------------- |
| 2001 | Little Things                                 | —                       | —                       | 23                      | —                       | —                        | —                       | —                       | —                       | —                         | —                       | Good Charlotte                   |
| 2001 | The Motivation Proclamation                   | 65                      | —                       | —                       | —                       | 78                       | —                       | —                       | —                       | —                         | 28                      | Good Charlotte                   |
| 2001 | Festival Song                                 | —                       | —                       | —                       | —                       | —                        | —                       | —                       | —                       | —                         | —                       | Good Charlotte                   |
| 2002 | Lifestyles of the Rich & Famous               | 20                      | 11                      | 11                      | 8                       | 17                       | 24                      | 48                      | 27                      | 23                        | 33                      | The Young and the Hopeless       |
| 2003 | The Anthem                                    | 43                      | 23                      | 10                      | 10                      | 14                       | —                       | 42                      | 52                      | —                         | 27                      | The Young and the Hopeless       |
| 2003 | Girls & Boys                                  | 48                      | 25                      | —                       | 6                       | 33                       | 45                      | 34                      | 47                      | 41                        | 25                      | The Young and the Hopeless       |
| 2003 | The Young & the Hopeless                      | —                       | —                       | 28                      | 34                      | —                        | —                       | —                       | —                       | —                         | —                       | The Young and the Hopeless       |
| 2003 | Hold On                                       | 63                      | 31                      | —                       | 34                      | —                        | —                       | —                       | 67                      | —                         | —                       | The Young and the Hopeless       |
| 2004 | Predictable                                   | 106                     | —                       | 28                      | 9                       | 15                       | 43                      | 53                      | 29                      | 39                        | 27                      | The Chronicles of Life and Death |
| 2005 | I Just Wanna Live                             | 51                      | 29                      | —                       | 9                       | 12                       | 15                      | 17                      | 19                      | 23                        | 6                       | The Chronicles of Life and Death |
| 2005 | The Chronicles of Life and Death              | —                       | —                       | —                       | 30                      | 31                       | 50                      | 50                      | 65                      | —                         | —                       | The Chronicles of Life and Death |
| 2005 | We Believe                                    | —                       | —                       | —                       | —                       | —                        | 39                      | —                       | 38                      | 99                        | —                       | The Chronicles of Life and Death |
| 2007 | The River (feat. M. Shadows & Synyster Gates) | 39                      | 39                      | 38                      | 108                     | —                        | 37                      | —                       | 40                      | —                         | —                       | Good Morning Revival             |
| 2007 | Keep Your Hands off My Girl                   | —                       | —                       | —                       | 23                      | 5                        | 29                      | 22                      | 32                      | —                         | 20                      | Good Morning Revival             |
| 2007 | Dance Floor Anthem                            | 25                      | 13                      | —                       | —                       | 2                        | —                       | —                       | —                       | —                         | 11                      | Good Morning Revival             |
| 2007 | Misery                                        | —                       | —                       | —                       | —                       | 24                       | —                       | —                       | —                       | —                         | —                       | Good Morning Revival             |
| 2008 | Where Would We Be Now                         | —                       | —                       | —                       | —                       | —                        | —                       | —                       | —                       | —                         | —                       | Good Morning Revival             |
| 2010 | Like It's Her Birthday                        | 114                     | —                       | —                       | —                       | 7                        | —                       | —                       | —                       | —                         | 34                      | Cardiology                       |
| 2010 | Sex on the Radio                              | —                       | —                       | —                       | —                       | 26                       | —                       | —                       | —                       | —                         | —                       | Cardiology                       |
| 2011 | Last Night                                    | —                       | —                       | —                       | —                       | 27                       | —                       | —                       | —                       | —                         | —                       | Cardiology                       |
| 2011 | 1979                                          | —                       | —                       | —                       | —                       | 62                       | —                       | —                       | —                       | —                         | —                       | Cardiology                       |

## Videografia

### Album video
- 2003 – Video Collection
- 2004 – Live at Brixton Academy
- 2006 – Fast Future Generation

### Video musicali
| Anno | Titolo                                           | Regista              |
| ---- | ------------------------------------------------ | -------------------- |
| 2000 | Little Things                                    | Nigel Dick           |
| 2001 | The Motivation Proclamation                      | Marc Webb            |
| 2001 | The Click                                        | Michael Gracey       |
| 2001 | Festival Song                                    | Marc Webb            |
| 2002 | Lifestyles of the Rich & Famous                  | Bill Fishman         |
| 2003 | The Anthem                                       | Smith N' Borin       |
| 2003 | Girls & Boys                                     | Smith N' Borin       |
| 2003 | The Young & the Hopeless                         | Sam Erickson         |
| 2003 | Hold On                                          | Samuel Bayer         |
| 2004 | Predictable                                      | Smith N' Borin       |
| 2004 | I Just Wanna Live                                | Brett Simon          |
| 2005 | The Chronicles of Life and Death                 |                      |
| 2005 | We Believe                                       |                      |
| 2006 | Keep Your Hands off My Girl (White Room Version) | Marvin Scott Jarrett |
| 2007 | The River                                        | Marc Webb            |
| 2007 | Keep Your Hands off My Girl (Club Version)       | Samuel Bayer         |
| 2007 | Dance Floor Anthem                               | Sean Michael Turrell |
| 2010 | Like It's Her Birthday                           | Josh Forbes          |
| 2011 | Sex on the Radio                                 |                      |
| 2011 | Last Night                                       | Josh Martin          |
| 2011 | 1979                                             |                      |